# イーグレット級スループ
イーグレット級スループ（英語: Egret-class sloop）は、イギリス海軍のスループの艦級。

## 設計
ビターン級をもとにした小改正型である。艦砲強化が求められたことから、排水量は80トン増加した、また復原性改善のため、船体幅は広げられた。また機関構成はビターン級に準じているが、機関出力を3,600馬力に増強することで、排水量増大・船体幅拡大にもかかわらず、速力も19.25ノットに向上した。
上記の通り艦砲は強化されており、45口径10.2cm連装高角砲（QF 4インチ砲Mk.XVI）4基が搭載された。また対潜戦用の探信儀も、従来のスループが124型を搭載していたのに対し、127型に更新された。
なお副武装として、当初は40口径4.7cm砲が搭載されていたが、これは他のスループと同様に第2次世界大戦中に撤去され、1943年までに20mm機銃が搭載された。また「ペリカン」「イーグレット」では3番砲が撤去され、「ペリカン」では跡地に39口径40mm4連装機銃（QF 2ポンド・ポンポン砲）が搭載された。また同艦では、大戦末までに20mm機銃4門が増備されるとともに、爆雷搭載数も、大戦初期に40発に増備していたものが、さらに120発に強化された。

## 同型艦
| 艦名                      | 造船所         | 進水          | その後                                            |
| ------------------------- | -------------- | ------------- | ------------------------------------------------- |
| イーグレット HMS Egret    | デニー         | 1938年5月31日 | 1943年8月27日、ビスケー湾にて航空攻撃により沈没。 |
| オークランド HMS Auckland | ホワイト       | 1938年6月30日 | 1941年6月24日、トブルク沖にて航空攻撃により沈没。 |
| ペリカン HMS Pelican      | ソーニクロフト | 1938年9月12日 | 1958年 除籍                                       |